# 香川県の観光地

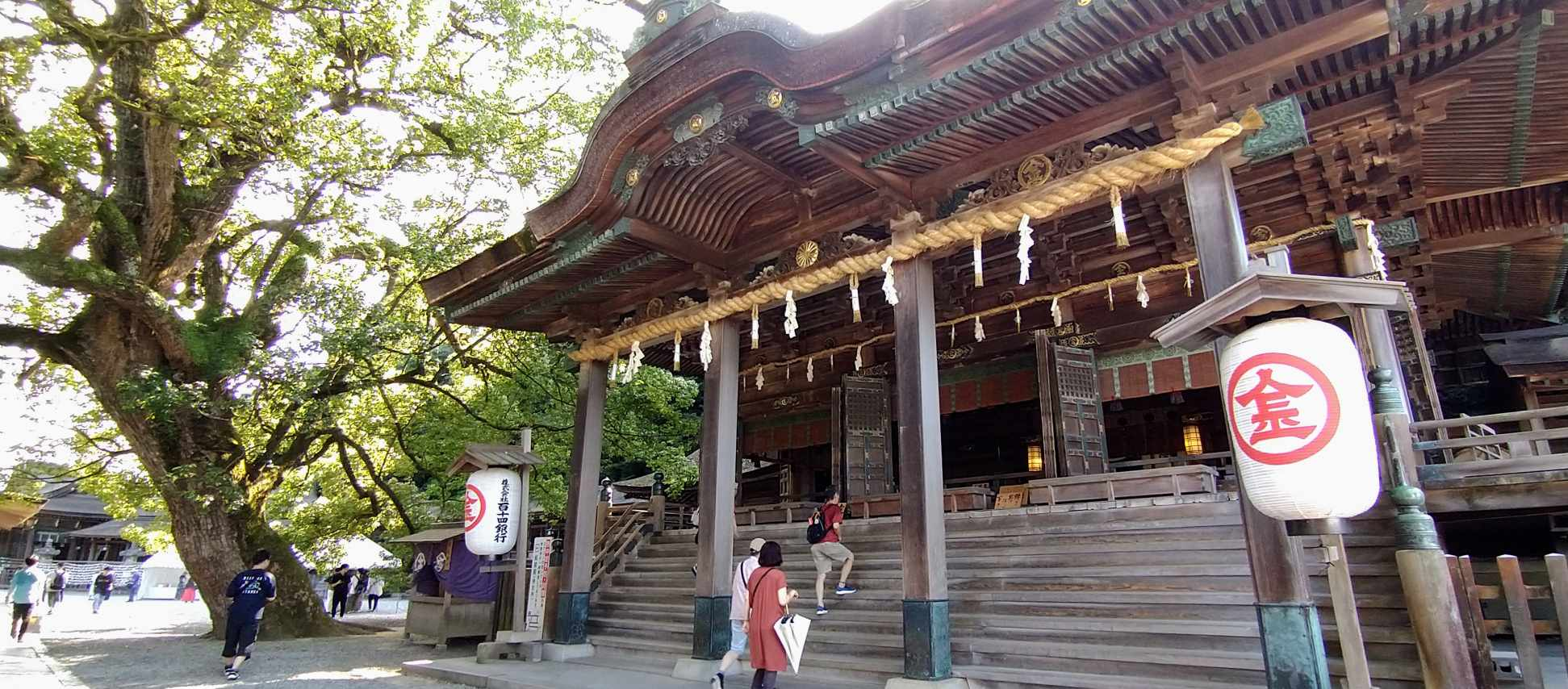
金刀比羅宮本宮

香川県の観光地（かがわけんのかんこうち）は、香川県内の主要な観光地等に関する項目である。

## 対象別

### 文化財等

#### 国宝建築
- 神谷神社 本殿（坂出市）[1]
- 本山寺 本堂（三豊市）

- 神谷神社本殿（坂出市）
- 本山寺本堂（三豊市）

#### そのほかの国宝
- 善通寺 金銅錫杖頭（善通寺市）
- 善通寺 一字一仏法華経序品（善通寺市）
- 肥前国風土記（高松市・香川県立ミュージアム）
- 藤原佐理筆詩懐紙（　同上　）

#### 国の名勝
- 特別名勝 栗林公園（高松市）：四国八十八景79番
- 神懸山（寒霞渓）（小豆島町）：四国八十八景78番
- 琴弾公園（銭形砂絵）（観音寺市）：四国八十八景68番
- 象頭山（琴平町）
- 披雲閣庭園（高松市）
- 満濃池（まんのう町）

- 栗林公園（高松市）
- 神懸山（寒霞渓）（小豆島町）
- 琴弾公園（銭形砂絵）（観音寺市）
- 象頭山（琴平町）と満濃池（まんのう町）

#### 特別天然記念物
- 宝生院のシンパク（土庄町）

- 宝生院のシンパク（土庄町）

#### 重要伝統的建造物群保存地区
- 笠島（丸亀市）

- 笠島（丸亀市）

#### 重要文化財・史跡等
特別史跡
- 讃岐国分寺跡

- 志度寺仁王門
（重要文化財）
- 高松城
（国の史跡）
- 砂糖しめ小屋（四国村）
（重要有形民俗文化財）
- 旧黒瀬家丸亀藩御用蔵（四国村）
（香川県指定文化財）

#### 登録記念物
- 増井氏庭園 雲門庵露地（高松市扇町）

#### 文化施設
博物館・美術館
水族館
- 四国水族館
- 新屋島水族館

- 香川県立ミュージアム
- ベネッセアートサイト直島（直島町）
- 猪熊弦一郎現代美術館（丸亀市）
- 中津万象園・丸亀美術館（丸亀市）

### 公園等

#### 国立・国定・国営公園
- 国立公園
  - 瀬戸内海国立公園
- 国営公園
  - 国営讃岐まんのう公園

- 瀬戸内海国立公園
（屋島）
- 国営讃岐まんのう公園
（まんのう町）

#### 県立自然公園
- 大滝大川県立自然公園
- 香川県立満濃池森林公園
- 香川県公渕森林公園

- 大滝大川県立自然公園（大滝山）
- 香川県立満濃池森林公園
- 香川県公渕森林公園

#### 県立都市公園
- 香川県立亀鶴公園
- 香川県立桃陵公園
- 香川県総合運動公園
- 琴林公園

- 香川県立亀鶴公園
- 琴林公園（津田の松原）

#### 大型公園・動物園・植物園・遊園地
大型公園
動物園・植物園・遊園地
- しろとり動物園
- ニューレオマワールド

- 瀬戸大橋記念公園
- 高松市立中央公園
- ニューレオマワールド
- 小豆島オリーブ公園

#### 恋人の聖地
- 一の宮公園
- うたづ臨海公園・聖通寺山展望台（四国八十八景73番）
- エンジェルロード（四国八十八景76番）

- 恋人の聖地サテライト　まるがめイル・マーレ
- 恋人の聖地サテライト　シェル エ メール＆アイスタイル（宇多津町）

- 一の宮公園
- うたづ臨海公園
- 聖通寺山展望台
- エンジェルロード

### 祭事・行事等
- さぬき高松まつり（高松市）
- 高松秋のまつり・仏生山大名行列（高松市）
- さかいで大橋まつり（坂出市）
- 柞田秋祭り（観音寺市）
- 琴弾八幡宮大祭（観音寺市）
- 引田ひなまつり（東かがわ市）
- 綾子踊（まんのう町）  - 重要無形民俗文化財
- 滝宮の念仏踊（綾川町） - 重要無形民俗文化財

- さぬき高松まつり
- 琴弾八幡宮大祭
- 綾子踊
- 引田ひなまつり（東かがわ市引田）

## 地域別

### 県東部

#### 高松地域
- 高松市 - 特別名勝栗林公園、高松ぽかぽか温泉、屋島（獅子ノ霊厳：四国八十八景80番）、高松城、仏生山温泉、高松港・サンポート高松、道の駅香南楽湯、しおのえふじかわ牧場、新屋島水族館、屋島寺、高松琴平電鉄、田村神社、さぬきこどもの国、八栗寺、一宮寺、八栗ケーブル、讃岐国分寺、北浜alley、四国村、香川県立ミュージアム、丸亀町グリーン、高松市美術館、女木島・男木島（鬼ヶ島大洞窟など）、イサム・ノグチ庭園美術館、瀬戸内海歴史民俗資料館、五色台、峰山公園、道の駅しおのえ、さぬき空港公園、仏生山公園、塩江温泉、高松平家物語歴史館、塩江不動の滝、花樹海温泉（四国八十八景75番）、根香寺、さぬき高松まつり、高松秋のまつり・仏生山大名行列、高松冬のまつり、高松国際ピアノコンクール、郡市対抗源平駅伝、さぬき映画祭、ひょうげ祭り、むれ源平 石あかりロード、瀬戸内国際芸術祭
- 直島町 - ベネッセアートサイト直島（地中美術館、ベネッセハウス、ANDO MUSEUM、家プロジェクトなど）、海の駅なおしま、住吉神社、李禹煥美術館

- 高松城（玉藻公園）
- 高松港
- 塩江温泉
- 花樹海からの高松市街の眺望

#### 東讃地域
- 三木町 - 白山、三木町いけのべ七夕まつり
- さぬき市 – 日本ドルフィンセンター、長尾寺、大窪寺、志度寺、津田の松原、大串自然公園（四国八十八景81番、さぬき市野外音楽広場テアトロンなど）、道の駅みろく、香川県立亀鶴公園、宇佐神社、前山おへんろ交流サロン、春日温泉、志度カントリークラブレストラン（四国八十八景82番）
- 東かがわ市 - しろとり動物園、引田の街並み（四国八十八景84番）、安戸池釣り場フィッシュフック、とらまる公園、瀬戸内ジオサイト（四国八十八景83番）、引田ひなまつり

- 白山
- 長尾寺
- さぬき市野外音楽広場テアトロン
- とらまる公園（人形劇場とらまる座）

#### 小豆地域
- 土庄町 - エンジェルロード、小豆島銚子渓自然動物園 お猿の国、重岩、土渕海峡、小豆島温泉、迷路のまち、平和の群像、銚子渓、小豆島尾崎放哉記念館
- 小豆島町 - 寒霞渓・寒霞渓ロープウェイ、二十四の瞳映画村・岬の分教場、小豆島オリーブ公園、醤の郷（マルキン醤油記念館など）、道の駅小豆島ふるさと村、湯舟の水と千枚田、四方指・大観望展望台（四国八十八景77番）

- 土渕海峡
- 醤の郷

### 県西部

#### 中讃地域
- 丸亀市 - 丸亀城、ニューレオマワールド、讃岐富士（ため池「宮池」から見る逆さ讃岐富士：四国八十八景72番）、香川県立丸亀競技場、金毘羅街道、本島（東光寺など）、丸亀市猪熊弦一郎現代美術館、うちわの港ミュージアム、中津万象園、重伝建「笠島」、キトクラスカフェ（四国八十八景85番）、丸亀お城まつり
- 坂出市 - 瀬戸大橋、与島パーキングエリア、白峯寺、不動の滝、天皇寺、瀬戸大橋記念公園（瀬戸大橋記念館など）、城山、瀬戸大橋タワー、香川県立東山魁夷せとうち美術館（四国八十八景74番）、沙弥島、五色台、城山温泉、常盤公園、神谷神社（本殿は国宝）、さかいで塩まつり、さかいで大橋まつり
- 善通寺市 - 善通寺、甲山寺、玉泉院、陸上自衛隊善通寺駐屯地資料館など自衛隊及び旧陸軍関連施設
- 綾川町 - 滝宮天満宮、道の駅滝宮、滝宮公園、滝宮の念仏踊
- 琴平町 - 金刀比羅宮｛金刀比羅宮御本宮展望台（四国八十八景87番）｝、こんぴら温泉郷、旧金毘羅大芝居、鞘橋、琴平山、琴平海洋博物館、金陵の郷、内町参道、琴平町公会堂、松尾寺、名勝象頭山
- 多度津町 - 道隆寺、屛風ヶ浦、桃陵公園、家中京極藩旧武家屋敷、佐柳島
- まんのう町 – 国営讃岐まんのう公園（昇竜の滝：四国八十八景86番）、道の駅ことなみ、満濃池・満濃池森林公園、円徳寺、道の駅空の夢もみの木パーク、綾子踊、MONSTER baSH
- 宇多津町 - ゴールドタワー、郷照寺、鳳凰山本妙寺、宇多津臨海公園、青松山円通寺、西光寺、四国水族館

- 瀬戸大橋
- 善通寺
- 丸亀城
- 満濃池

#### 西讃地域
- 観音寺市 - 名勝琴弾公園（銭形砂絵）、天空の鳥居高屋神社（四国八十八景69番）、雲辺寺ロープウェイ、観音寺、伊吹島、道の駅ことひき、豊浜サービスエリア、豊稔池ダム（四国八十八景67番）、道の駅とよはま、琴弾八幡宮、琴弾八幡宮大祭、柞田秋祭り、豊浜ちょうさ祭、大野原八幡神社秋季例大祭
- 三豊市 - 父母ヶ浜（四国八十八景70番）、道の駅たからだの里さいた、弥谷寺、朝日山森林公園、エリエールゴルフクラブ香川、フラワーパーク浦島、紫雲出山（四国八十八景71番）、薬王寺、賀茂神社、本山寺（本堂は国宝）

- 琴弾八幡宮大祭
- 天空の鳥居高屋神社
- 紫雲出山
- 父母ヶ浜